# Andrea Philipp
Andrea Philipp (Alemania, 29 de julio de 1971) es una atleta alemana, especializada en la prueba de 200 m, en la que llegó a ser medallista de bronce mundial en 1999.

## Carrera deportiva
En el Campeonato Europeo de Atletismo de 1998 ganó la medalla de plata en los relevos 4 × 100 m, con un tiempo de 42.68 segundos, llegando a meta tras Francia y por delante de Rusia.
Al año siguiente, en el Mundial de Sevilla 1999 ganó la medalla de bronce en los 200 metros, con un tiempo de 22.26 segundos, llegando a la meta tras la estadounidense Inger Miller, la jamaicana Beverly McDonald y empatada con otra jamaicana Merlene Frazer.